# Controle de acesso

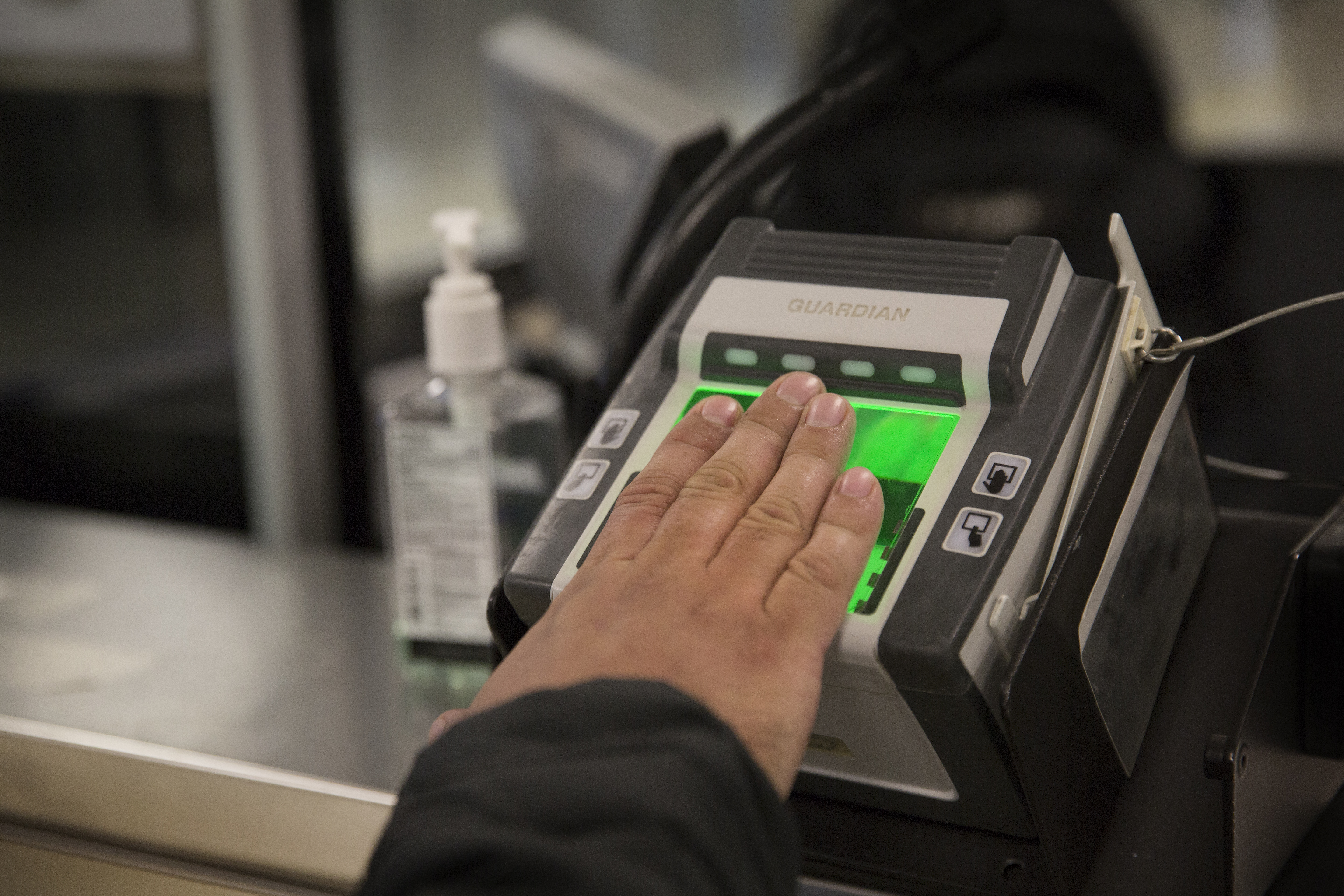
Scanner de impressão digital utilizado em sistemas biométricos de controle de acesso.

O termo controle de acessoPB ou controlo de acessoPE refere-se à prática de restringir o acesso a recursos — sejam eles físicos (propriedades, edifícios, salas) ou digitais (sistemas, arquivos, dados) — apenas a indivíduos ou entidades autorizadas. Em segurança, abrange desde soluções mecânicas, como fechaduras, até tecnologias avançadas, como biometria e sistemas baseados em nuvem, sendo essencial para proteger informações sensíveis, garantir conformidade regulatória e manter a integridade de sistemas.

## Na segurança física
Na segurança física, o controle de acesso é implementado por meios humanos (guardas, recepcionistas), mecânicos (fechaduras, chaves) ou tecnológicos (cartões de proximidade, RFID, biometria). Exemplos incluem catracas em empresas e portas eletrônicas em condomínios, frequentemente integradas a softwares de registro.

## Na segurança da informação
Na segurança da informação, o controle de acesso é um componente crítico que gerencia a interação entre sujeitos ativos (usuários, processos) e objetos passivos (arquivos, sistemas), baseado no modelo AAA: autenticação, autorização e auditoria (accounting).

### Componentes do controle de acesso
- Identificação e Autenticação: Identificação estabelece a identidade declarada (ex.: nome de usuário), enquanto autenticação a valida com credenciais (senhas, tokens, impressão digital). Métodos como autenticação multifator (MFA) e biometria (ex.: reconhecimento facial) são amplamente usados por sua segurança.[4]
- Autorização: Define os privilégios do usuário autenticado (ex.: leitura, escrita), guiada por políticas como o princípio do menor privilégio.[5]
- Auditoria (Accounting): Registra atividades para rastreamento e conformidade, podendo ser em tempo real ou batch, utilizando ferramentas como SIEM.[6]

### Tipos de controle de acesso
- Controle de Acesso Discricionário (DAC): O proprietário define permissões, como em sistemas UNIX/Linux. É flexível, mas suscetível a erros.[7]
- Controle de Acesso Obrigatório (MAC): Políticas centralizadas baseadas em rótulos de sensibilidade, comuns em ambientes militares.[8]
- Controle de Acesso Baseado em Função (RBAC): Permissões vinculadas a papéis organizacionais.[9]
- Controle de Acesso Baseado em Atributos (ABAC): Usa atributos dinâmicos (ex.: horário, localização) para decisões granulares.[10]

### Importância do controle de acesso
- Proteção de Dados: Evita acesso não autorizado, protegendo informações sensíveis.[11]
- Conformidade: Atende a regulamentações como a Lei Geral de Proteção de Dados (LGPD).[12]
- Redução de Riscos: Limita ameaças internas e externas.
- Integridade: Garante a confiabilidade dos sistemas.

## Telecomunicações
Em telecomunicações, o controle de acesso regula o uso de recursos (ex.: largura de banda) e restringe acesso a redes ou dispositivos de armazenamento.

## Controle de acesso em política pública
Em política pública, é usado em sistemas confiáveis para segurança nacional ou controle social, combinando autorização e auditoria.

## Controle de acesso na segurança eletrônica
Na segurança eletrônica, gerencia áreas restritas (ex.: centros de dados) com tecnologias como cartões de proximidade, biometria e senhas, integradas a sistemas de registro.

### Implementação de políticas de controle de acesso
- Definição de Funções: Mapear permissões conforme responsabilidades.[16]
- Autenticação Multifator (MFA): Adicionar camadas de segurança.[17]
- Monitoramento: Auditar acessos com ferramentas como SIEM.
- Treinamento: Educar colaboradores sobre boas práticas.[18]

### Desafios e tendências
Desafios incluem gerenciar acessos em ambientes de nuvem e combater ataques como phishing. Tendências como inteligência artificial para autenticação comportamental e Zero Trust (nenhuma confiança por padrão) estão em ascensão.